# Scaphella junonia
Scaphella junonia is een slakkensoort uit de familie van de Volutidae. De wetenschappelijke naam van de soort werd in 1804 voor het eerst geldig gepubliceerd door Jean-Baptiste de Lamarck.